# Nidaros

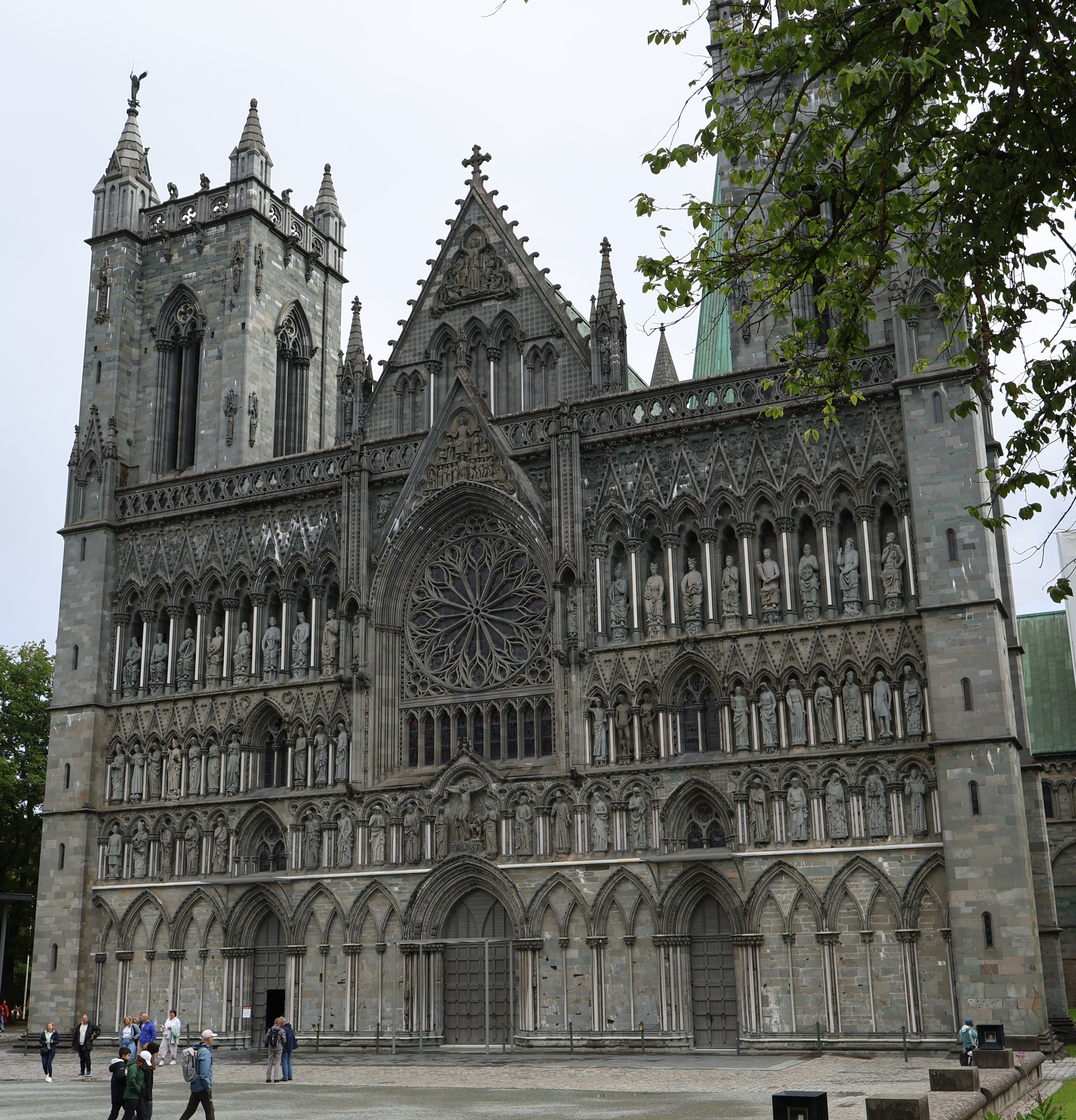
A catedral de Nidaros

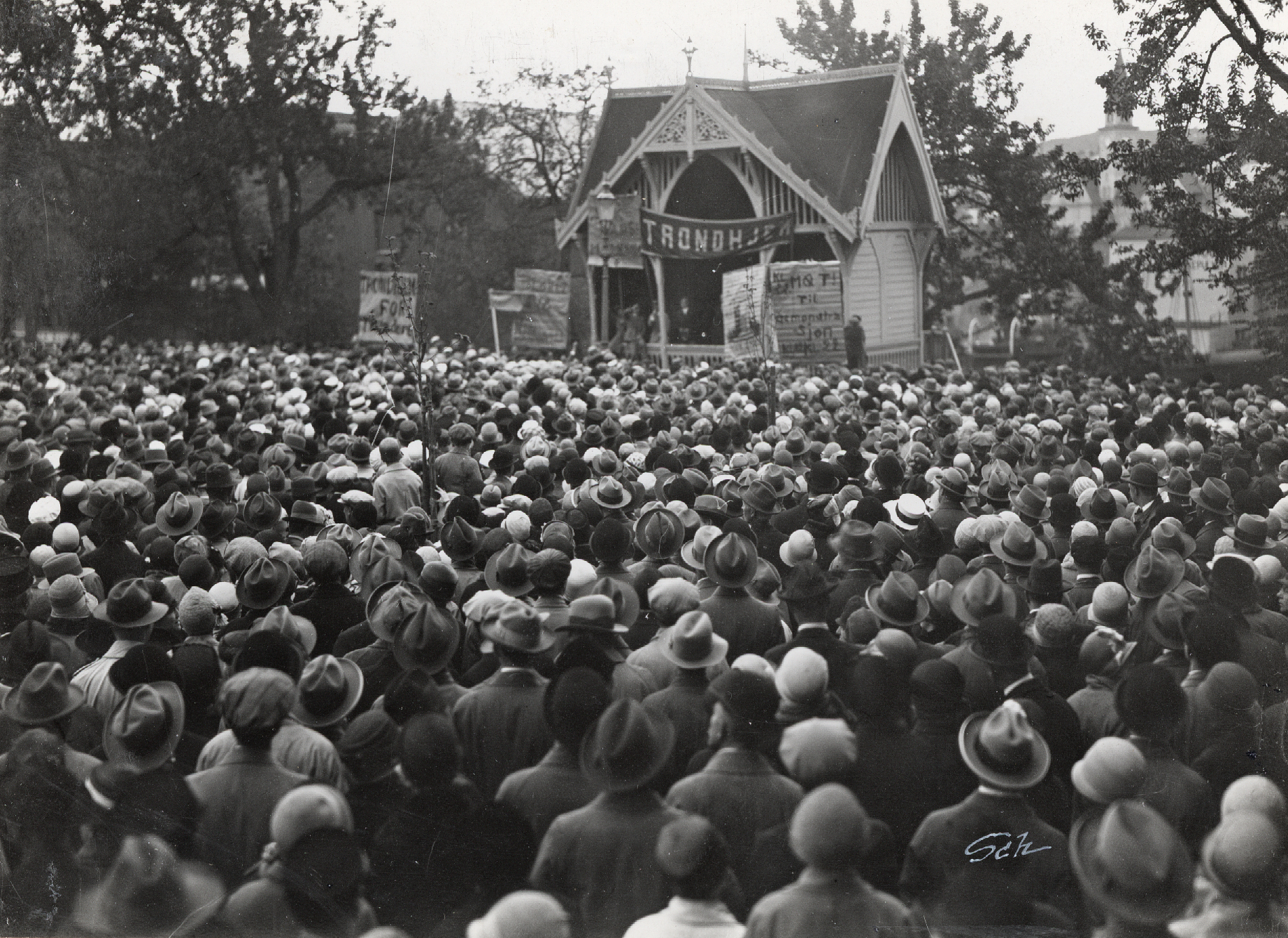
Multidão em 1929, durante a controvérsia sobre o nome da cidade - Trondheim ou Nidaros?

Nidaros é o antigo nome da cidade norueguesa de Trondheim, da qual existem registos em documentos do século XII ao XVI. Desde aproximadamente 1500 até 1930 a cidade foi denominada Trondhjem. Em 1930 foi rebatizada de novo para Nidaros, mas em 1931 voltou a ser designada Trondheim, depois de uma feroz luta entre os partidários dos dois nomes.

O nome geográfico Nidaros deriva do nórdico antigo Niðaróss, composto pelas palavras Nið (antigo nome do rio Nidelva) e óss (foz de rio), significando ”cidade junto à foz”.

Foi a capital do país durante os reinados dos primeiros reis cristãos da Noruega, tendo permanecido como centro espiritual até à Reforma protestante.
O importante relicário de Santo Olavo esteve recolhido na Catedral de Nidaros até 1537, ano em que o protestantismo foi introduzido na Noruega, sendo então as relíquias destruídas ou levadas para a Dinamarca.
Diversos acontecimentos, instituições e personalidades norueguesas estão associadas a este nome histórico:
- Catedral de Nidaros
- Arquidiocese de Nidaros - circunscrição católica até 1537
- Diocese de Nidaros - circunscrição protestante após 1537
- Nidaros - antigo jornal de Trondheim
- Caminhos de Nidaros (Pilegrimsleden) - caminho dos peregrinos medievais para a Catedral de Nidaros